# Ozero Vyrvina
Ozero Vyrvina (ryska: Озеро Вырвина) är en sjö i Belarus.   Den ligger i voblasten Vitsebsks voblast, i den norra delen av landet, 220 km nordost om huvudstaden Minsk. Ozero Vyrvina ligger 142 meter över havet. Arean är 0,87 kvadratkilometer. Den sträcker sig 1,3 kilometer i nord-sydlig riktning, och 1,4 kilometer i öst-västlig riktning.
I omgivningarna runt Ozero Vyrvina växer i huvudsak blandskog. Runt Ozero Vyrvina är det ganska tätbefolkat, med 72 invånare per kvadratkilometer.